# Georges Mahaman Condat
 (juin 2024).
Si vous disposez d'ouvrages ou d'articles de référence ou si vous connaissez des sites web de qualité traitant du thème abordé ici, merci de compléter l'article en donnant les références utiles à sa vérifiabilité et en les liant à la section « Notes et références ».
Georges Mahaman Condat, né le 16 juin 1924 à Maradi et mort le 25 octobre 2012 à Niamey, est un homme politique français puis nigérien.

## Biographie
Il préside l’Assemblée territoriale du Niger de 1957 à 1958.
Après l'indépendance du Niger, il commence une carrière diplomatique au service de son pays.